# 宮城県庁
宮城県庁（みやぎけんちょう、英: Miyagi Prefectural Government）は、地方公共団体である宮城県の行政機関。

## 沿革
- 1869年 - 登米県、胆沢県、江刺県を設置。
- 1871年 - 廃藩置県により仙台県、一関県を設置。同年、一関県、江刺県、胆沢県を再編し一関県を設置し、同年、水沢県と改称。
- 1872年 - 仙台県を宮城県と改称。
- 1873年 - 宮城県が地租改正作業を開始。
- 1874年 - 宮城県、山林・原野を除き地租改正を完了。
- 1875年 - 水沢県、山林・原野を除き地租改正を完了。同年、水沢県を磐井県と改称。
- 1876年
  - 4月18日 - 第2次府県統合に伴い、磐井県より気仙郡・本吉郡・栗原郡・登米郡・玉造郡を編入し、刈田郡・伊具郡・亘理郡を宮城県から分離して磐前県に編入。
  - 5月25日 - 気仙郡を分離して岩手県に移管。
  - 8月21日 - 磐前県に編入されていた刈田郡・伊具郡・亘理郡が宮城県に復帰し、現在の県域となる。
- 1889年 - 市制・町村制を施行。
- 1894年 - 郡制を施行。
- 1908年 - 検査規則及米取締規則を制定。
- 1923年 - 郡制を廃止。
- 1931年 - 県庁舎が完成。
- 1940年 - 大政翼賛会宮城支部を結成。
- 1947年 - 初の公選知事千葉三郎が就任。
- 1965年 - 県鳥「ガン」、県獣「シカ」を指定。
- 1966年 - 県木「ケヤキ」を指定。公害防止条例を施行。
- 1978年 - 宮城県沖地震が発生。
- 1985年 - スパイクタイヤ対策条例を制定。
- 1989年 - 新県行政庁舎が完成。
- 1990年 - 情報公開条例を施行。
- 1992年 - 障害福祉憲章を制定。
- 2011年 - 東北地方太平洋沖地震が発生。

## 組織
[表示]をクリックすると一覧を表示。2021年4月1日現在。
- 知事
  - 副知事
    - 総務部
      - 秘書課、人事課、行政管理室、行政経営推進課、職員厚生課、県政情報・文書課、私学・公益法人課、広報課、財政課、税務課、地方税徴収対策室、市町村課、管財課
      - 公務研修所、公文書館、県税事務所［大河原・仙台南・仙台中央・仙台北・塩釜・北部・東部・気仙沼］

    - 復興・危機管理部
      - 復興・危機管理総務課、復興伝承課、防災推進課、消防課、原子力安全対策課、消防学校、防災ヘリコプター管理事務所

    - 企画部
      - 企画総務課、オリンピック・パラリンピック大会推進課、デジタルみやぎ推進課、総合政策課、地域振興課、スポーツ振興課、地域交通政策課、統計課、東京事務所

    - 環境生活部
      - 環境生活総務課、環境政策課、再生可能エネルギー室、環境対策課、自然保護課、食と暮らしの安全推進課、循環型社会推進課、竹の内産廃処分場対策室、放射能物質汚染廃棄物対策室、消費生活・文化課、共同参画社会推進課
      - 保健環境センター、食肉衛生検査所、動物愛護センター

    - 保健福祉部
      - 保健福祉総務課、社会福祉課、医療対策課、医療人材対策室、長寿社会政策課、健康推進課、疾病・感染症対策課、新型コロナ調整室、子ども・家庭支援課、子育て社会推進課、障害福祉課、精神保健推進室、薬務課、国保医療課
      - 保健福祉事務所［仙南・仙台・北部・東部・気仙沼］、保健所［仙南・塩釜・大崎・栗原・登米・石巻・気仙沼］、高等看護学校、子ども総合センター、児童相談所［中央・北部・東部］、女性相談センター、さわらび学園、リハビリテーション支援センター、精神保健福祉センター

    - 経済商工観光部
      - 経済商工観光総務課、富県宮城推進室、企業復興支援室、新産業振興課、産業立地推進課、自動車産業振興室、商工金融課、中小企業支援室、産業人材対策課、雇用対策課、観光政策課、国際政策課、国際ビジネス推進室
      - 大阪事務所、地方振興事務所［大河原・仙台・北部・東部・気仙沼］、産業技術総合センター、計量検定所、職業能力開発校（高等技術専門校）［白石・仙台・大崎・石巻・気仙沼］、宮城障害者職業能力開発校、松島公園管理事務所

    - 農政部
      - 農政総務課、農業政策室、食産業振興室、農山漁村なりわい課、農業振興課、みやぎ米推進課、園芸推進課、畜産課、家畜防疫対策室、農村振興課、農村整備課
      - 農業大学校、農業改良普及センター［大河原・亘理・仙台・大崎・美里・栗原・登米・石巻・本吉］、農業・園芸総合研究所、古川農業試験場、病害虫防除所、家畜保健衛生所［大河原・仙台・北部・東部］、畜産試験場、王城寺原補償工事事務所

    - 水産林政部
      - 水産林政総務課、水産林業政策室、水産業振興課、全国豊かな海づくり大会推進室、水産業基盤整備課、漁業復興推進室、林業振興課、森林整備課
      - 林業技術総合センター、水産技術総合センター

    - 土木部
      - 土木総務課、事業管理課、用地課、道路課、河川課、防災砂防課、港湾課、空港臨空地域課、都市計画課、復興まちづくり推進室、建築宅地課、住宅課、復興住宅整備室、営繕課、設備課
      - 土木事務所［大河原・仙台・北部・東部・気仙沼］、港湾事務所［仙台塩釜・石巻］、ダム総合事務所［仙台地方・大崎地方・栗原地方］

  - 会計管理者
    - 出納局
      - 会計課、会計指導検査課、契約課、検査課
- 行政委員会
  - 教育委員会
    - 教育庁（事務局）
      - 総務課、教育企画室、福利課、教職員課、義務教育課、特別支援教育課、高校教育課、施設整備課、保健体育安全課、生涯学習課、文化財保護課
      - 教育事務所［大河原・仙台・北部・東部・南三陸］、総合教育センター、特別支援学校、県立学校、宮城丸、図書館、美術館、自然の家［松島・蔵王・志津川］、多賀城跡調査研究所、東北歴史博物館

  - 公安委員会
    - 宮城県警察本部

  - 選挙管理委員会 - 事務局 - 地方支局
  - 人事委員会 - 事務局 - 総務課、職員課
  - 監査委員 - 事務局 - 総務課、監査チーム
  - 労働委員会 - 事務局 - 総務課、審査調整課
  - 収用委員会 - 事務局
  - 海区漁業調整委員会 - 事務局
  - 内水面漁場管理委員会
- 公営企業
  - 企業局
    - 公営事業課、水道経営管理室
    - 広域水道事務所［大崎、仙南・仙塩］